# MAG jeunes gais, lesbiennes, bi et trans
 (janvier 2022).
 (janvier 2022).
 (mai 2013).
Le MAG Jeunes LGBT+ (Mouvement d'Affirmation des jeunes Lesbiennes, Gais, Bi·es, Trans et +), créé en avril 1985 à Paris, est une association par et pour les jeunes lesbiennes, gays, bisexuels et transgenres (LGBT+) âgés de 15 à 30 ans. L'association dispose d'un centre d'accueil à Paris.

## L'association

### Missions
Le MAG Jeunes LGBT+ est une association par et pour les jeunes LGBT+ âgé·es de 15 et 30 ans fondée à Paris en 1985. 
L'association lutte contre l'isolement des jeunes LGBT+ et les LGBTphobies, notamment en milieu scolaire. Pour ce faire, elle organise des permanences de convivialité tri-hebdomadaires, des activités culturelles, des groupes de paroles et des interventions en milieu scolaire. 

### Histoire
Le Mouvement Adolescence Gaie (M.A.G.) est fondé par une poignée d’amis s’inspirant du système anglo-saxon de groupes de convivialité pour gais et lesbiennes. Le but de l’association est de permettre à des jeunes de 15 à 30 ans, homosexuels, bisexuels ou en questionnement sur leur orientation sexuelle, de sortir de l’isolement et de rencontrer d’autres jeunes pour partager leurs expériences et confronter leurs questions. 
L’association prend le nom de « Mouvement d’Affirmation des Jeunes Gais » (MAG-Jeunes Gais) pour mieux refléter les actions de départ de l’association, c’est-à-dire d’aider les jeunes en questionnement et en mal-être. En 2002, elle devient « MAG Jeunes Gais et Lesbiennes » afin de refléter la mixité de l’association, avant de devenir en 2008 « MAG Jeunes Gais, Lesbiennes, Bi et Trans » (MAG Jeunes LGBT), puis pour poursuivre la démarche d'inclusion : "MAG Jeunes lesbiennes, gais, bi, trans et +" (MAG Jeunes LGBT+) en 2021.
Le MAG Jeunes LGBT+ est une association cofondatrice du Centre LGBT Paris Île-de-France et fait partie de son conseil d’administration. L'association est en partenariat avec le CRIPS d’Île-de-France et organise conjointement une dizaine de stands chaque année. 
L'association est soutenue par la Mairie de Paris, la région Île-de-France, l'Union européenne, l'Office franco-allemand pour la jeunesse et le Ministère de la Jeunesse et des Sports,

## Activités

### Accueil et accompagnement
Le MAG Jeunes LGBT+ propose des permanences chaque semaine, où des jeunes gais, lesbiennes, bi·es, trans ou en questionnement quant à leur orientation sexuelle ou leur identité de genre se rendent pour passer un moment en toute convivialité avec d’autres jeunes de l’association. Le but de ces permanences est de permettre aux jeunes de sortir de leur isolement en se liant d’amitié avec d’autres jeunes et en partageant leurs expériences et leurs témoignages.
De nombreuses activités conviviales (pique-nique, soirées, sorties diverses) et sorties culturelles (cinéma, théâtre, musée, expositions) sont organisées pour les jeunes de l’association afin de partager des moments de convivialité et d’assister à des évènements à thématique LGBT+.

### Groupes thématiques
Différents groupes à thèmes sont mis en place depuis plusieurs années afin d’organiser des évènements pour chaque identité ou orientation sexuelle. 
Ces groupes sont chargés d’organiser des événements conviviaux et militants à destination des jeunes de l'association.
Le but de l'association est d’offrir aux jeunes LGBT+ un cadre rassurant et convivial, d’accueillir les nouveaux venus, de faciliter les rencontres entre les personnes concernées, les informer sur les identités de genre, les orientations sexuelles et leur assurer une visibilité.

### Échanges internationaux
L’association MAG Jeunes LGBT+ organise des échanges européens, euro-méditerranéens et internationaux avec des associations partenaires et des institutions. Ses échanges sont à but conviviaux, interculturels, militants ou professionnels. Des camps de vacances pour les jeunes LGBT+ et des formations militants LGBT+ sont organisés par la commission internationale pour facilité la mobilité et les échanges entre jeunes LGBT+ de différents pays. Ces échanges internationaux aident les jeunes LGBT+ à sortir de leur isolement en favorisant leur insertion sociale et professionnelle.

### Prévention
La prévention au MAG Jeunes LGBT+ œuvre pour le bien-être des jeunes de l’association et plus largement de la jeunesse LGBT+ en luttant contre les LGBTphobies, mais aussi en les encourageant à prendre soin de leur santé, en particulier leur santé sexuelle et leur santé psychologique.
En 2007, le MAG jeunes LGBT a réalisé, grâce au soutien de la région Île-de-France, des affiches de sensibilisation au respect de la différence sur lesquelles posent un couple de jeunes gais et un couple de jeunes lesbiennes, et qui sont intitulées « On a tous le droit d’aimer ». Ce projet avait pour objectif de lutter contre l'homophobie en proposant une image positive des jeunes homosexuels, loin des idées reçues. Il permettait de confronter les jeunes à une image des homosexuels en opposition avec les idées reçues véhiculées par les médias ou leur entourage.
Depuis 2009, la Ville de Paris mène une campagne de sensibilisation destinée aux collégiens de troisième (« Opération collégiens »), visant à leur offrir les outils nécessaires pour mieux identifier les discriminations dont ils peuvent être victimes et pour mieux faire connaître leurs droits. L’association participe à cette opération depuis ses débuts.
En 2012, l’association a renouvelé et renforcé son panel de brochures grâce au soutien de la Fondation SFR et de la Mairie de Paris en éditant « Présentation du MAG jeunes LGBT », « Questions fréquentes sur l’homosexualité » et « Questions fréquentes sur la bisexualité ». Elle réalise également en collaboration avec SOS homophobie, Bi'Cause et Act-Up Paris, une grande enquête sur la biphobie.
Par ailleurs, l’association est souvent invitée à participer à des réunions dans différents ministères et a notamment participé, dans le cadre de son expérience en milieu scolaire, au groupe de travail sur la lutte contre les LGBTphobies en milieu scolaire.

## Éducation

### Interventions en milieu scolaire
Le MAG jeunes LGBT organise depuis 2002 des interventions en milieu scolaire afin de sensibiliser les collégiens et lycéens contre les LGBTphobies et le sexisme. Pour cela elle dispose d'un agrément académique. En moyenne, l’association sensibilise plus de 3 500 élèves par an à travers ses interventions en milieu scolaire dans la région Île-de-France. 
Le MAG Jeunes LGBT+ est agréé « association nationale complémentaire de l’enseignement public » depuis 2019 par le Ministère de l’Éducation nationale et de la jeunesse et « association complémentaire de l’enseignement public » depuis 2013 (renouvelé en 2019) par les Rectorats des Académies de Versailles, Créteil et Paris. L’association dispose également des agréments du « Service Civique », délivrée par l’Agence du Service Civique, et de l’agrément national « Jeunesse et Éducation populaire » délivré par le Ministère de l’Éducation nationale et de la Jeunesse en 2019. Des formations auprès de travailleurs de la jeunesse de la Ville de Paris et de professeurs d’établissements scolaires ont déjà été effectuées par l’association.

### Formation des intervenants
Les intervenants du MAG Jeunes LGBT+ suivent un parcours de formation cadré qui consiste tout d’abord en un entretien de motivation avec les responsables de la commission Éducation et la lecture de matériel pédagogique. La formation propose des observations dans les collèges et lycées et lorsqu’ils/elles se sentent prêts, un second entretien est réalisé qui vise à valider leur formation pour qu’ils/elles commencent enfin à intervenir.

## Événements d'ampleurs

### Participation à des évènements citoyens

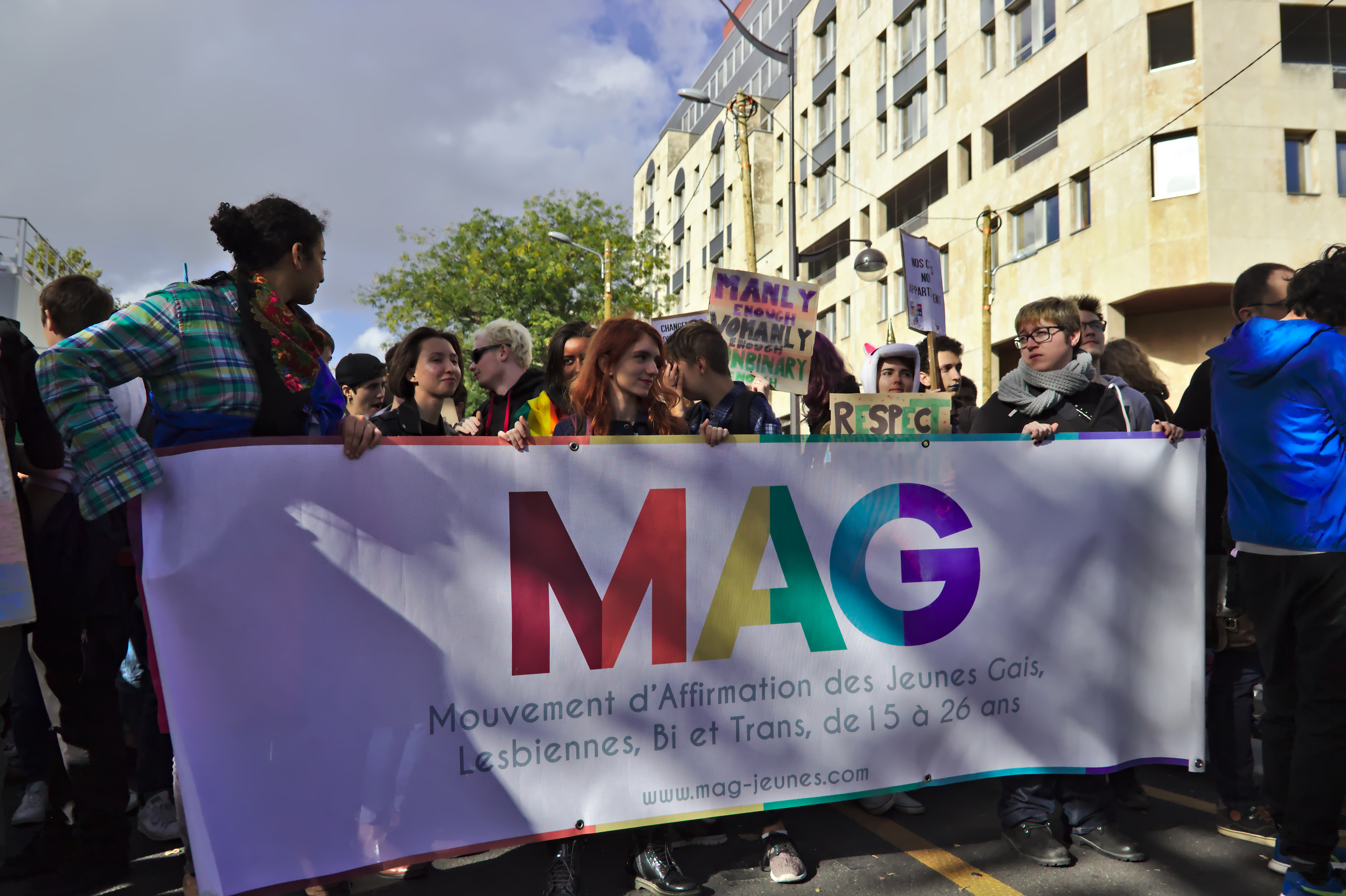
Le MAG jeunes LGBT+ à l'Existrans 2017.

L'association participe chaque année à travers des chars et des stands à :
- la journée mondiale de lutte contre le sida du 1er décembre ;
- le Printemps des Assoces organisé par l'Inter-LGBT ;
- la journée mondiale de lutte contre l’homophobie et la transphobie le 17 mai ;
- la marche des fiertés LGBT à Paris le dernier samedi du mois de juin ;
- les Solidays (festival de Solidarité Sida), au mois de juin ;
- la marche de l'Existrans au mois d'octobre ;
- ainsi qu’à diverses autres manifestations au cours desquelles le MAG jeunes LGBT fait valoir ses revendications, par exemple la semaine de l’égalité organisée par la région Île-de-France, etc.

### Le Grand Bal des Fiertés
Le Grand Bal des Fiertés, organisé par le MAG Jeunes LGBT+, est un événement caritatif, culturel et festif phare pour la communauté LGBT+ à Paris et à l’international. Cette soirée qui réunit 1 800 personnes permet de lever des fonds pour l’inclusion des jeunes LGBT+ dans le monde. 
Cet événement a lieu annuellement dans les salons de l’Hôtel de Ville de Paris pendant le mois de juin pour le mois des fiertés.
Inspiré du Bal Arc-en-ciel de Vienne et Life Bal, le Grand Bal des Fiertés est le premier événement caritatif LGBTQI+ de cette ampleur à Paris et un des plus grands d’Europe. Le Grand Bal des Fiertés est organisé par le MAG Jeunes LGBT+ afin de mettre l’accent sur les besoins et les défis des jeunes LGBTQI+ en France et dans le monde. L’ensemble des bénéfices perçus lors de l’organisation de l’événement est reversé à des projets locaux et internationaux pour lutter contre l’exclusion des jeunes LGBTQI+ dans le monde.
Une troisième édition a eu lieu le 11 mars 2023 au même endroit sous le nom "La Nuit des Fiertés".

### Conférence mondiale des droits et l'inclusion des jeunes LGBTI+
Le MAG Jeunes LGBT et OutRight Action International ont organisé en partenariat avec les délégations permanentes de l’Autriche, du Canada, de France et des Pays-Bas auprès de l’UNESCO, la Ville de Paris, et France Médias Monde la première conférence internationale pour les droits et l’inclusion des jeunes LGBTI+,.
Cette conférence a eu lieu le 17 mai 2021 en format hybride sur un plateau télévisée dans les salons de l’Hôtel de Ville de Paris. Avec le soutien de 29 états membres, l’événement a rassemblé des jeunes leaders LGBTI+ et des hauts représentants, des représentants d’organisations internationales, de gouvernements et de municipalités.
Un deuxième segment est prévu en Mai 2022 en présentiel à l’UNESCO. Cette deuxième partie regroupera plus de 80 jeunes, 50 représentants de villes, et une trentaine de hauts représentants et représentants participants de différents pays.

## Publications

### Affirmations
Créé en 1992, le Journal associatif « Affirmations », précédemment appelé « Magazette » et « Va te laver les mains avant de manger », est le journal associatif trimestrielle de l’association. Il est rédigé par les volontaires en service civique et les bénévoles du MAG Jeunes LGBT+.

### Enquêtes
Le MAG jeunes LGBT a lancé ou pris part à plusieurs enquêtes d'opinion concernant les minorités liées à l'orientation sexuelle ou à l'identité de genre, qu'il s'agisse de s'informer sur le vécu des membres de ces minorités ou d'étudier les représentations qu'en a le reste de la population.
D'avril à juin 2008, l'association réalise une enquête d'opinion menée par le biais d'un questionnaire sur Internet à propos du vécu des jeunes gens homosexuels ou bisexuels dans leur établissement scolaire ; les résultats sont publiés au printemps 2009.
En 2009, le MAG jeunes LGBT a réalisé en collaboration avec Homosexualités et socialisme (HES) une enquête sur le vécu des jeunes populations trans en France.
En 2015-2016, le MAG participe à une enquête nationale menée conjointement avec l'association Bi'Cause, le Centre LGBT de Paris et Act Up-Paris au sujet des opinions, représentations et idées reçues concernant la bisexualité. Les résultats sont publiés au printemps 2016.
Le MAG Jeunes LGBT, avec le soutien de l’UNESCO, a lancé en 2018 une enquête internationale sur l’inclusion des jeunes LGBTI dans les secteurs de l’éducation et la santé. L’enquête a été menée auprès de 21 528 jeunes LGBTI âgés de 12 à 26 ans et venant de 108 pays différents,.

## Soutien

### Partenariats
À l’occasion du Pride Month 2021, Givenchy Parfums lance un projet en collaboration avec le galeriste londonien Amar Singh, ainsi que les artistes de Rewind Collective pour créer une œuvre digitale NFT vendue au profit de l’association, en 1952 exemplaires.
En partenariat avec NYX Professional Makeup, le MAG Jeunes LGBT+ lance “Proud Allies for All”, outil pour former les personnes aux questions LGBT+ et aux LGBTphobies. Entièrement gratuite, la formation est disponible en ligne sur le site de NYX Professional Makeup. Elle sera ensuite déployée auprès des collégiens et lycéens à travers des interventions en milieu scolaire. 

### Agréments
- « Association complémentaire de l’enseignement public » par le ministère de l’Éducation nationale en 2019
- « Service Civique » délivré en 2013, renouvelé en 2022
- « Jeunesse et éducation populaire » délivré en 2019 par le Ministère de l’Éducation nationale et de la Jeunesse